# 劉休業
劉 休業（りゅう きゅうぎょう、元嘉22年（445年）- 孝建3年閏3月18日（456年5月8日））は、南朝宋の皇族。鄱陽哀王。文帝劉義隆の十五男。

## 経歴
文帝と董美人のあいだの子として生まれた。孝建2年（455年）7月、鄱陽王に封じられた。孝建3年（456年）閏3月、死去した。太常の位を追贈された。大明6年（462年）、山陽王劉休祐の次男の劉士弘が封を嗣いだが、廃位されて封国は除かれた。

## 伝記資料
- 『宋書』巻72 列伝第32
- 『南史』巻14 列伝第4